# 84-та піхотна дивізія (Третій Рейх)
84-та піхотна дивізія (Третій Рейх) (нім. 84. Infanterie-Division) — піхотна дивізія Вермахту за часів Другої світової війни.

## Історія
84-та піхотна дивізія була сформована 2 лютого 1944 року в Дьєпі у Північній Франції в Головному Командуванні Вермахту «Захід» під час 25-ї хвилі мобілізації Вермахту.

## Райони бойових дій
- Генеральна губернія (лютий — травень 1944);
- Франція (травень — серпень 1944);
- Нідерланди, Західна Німеччина (вересень 1944 — травень 1945).

## Командування

### Командири
1-ше формування
- генерал-лейтенант Ервін Менні (нім. Erwin Menny) (10 лютого — 21 серпня 1944);

2-ге формування
- генерал-майор Гайнц Фібіг (нім. Heinz Fiebig) (26 вересня 1944 — травень 1945);
- оберст Зігфрід Коссак (нім. Siegfried Koßack) (травень 1945).